# Muhlenbergia peruviana
Muhlenbergia peruviana es una especie de la familia Poaceae. Es originaria de América.

## Descripción
Es una planta anual; con tallos solitarios, o cespitosa. Culmos de 3-27 cm de largo; 0,1-0,3 mm de diámetro. Entrenudos de los culmos de 0,1-2,5 cm de largo. Ramas laterales amplias; derivado de caña baja. Láminas con vainas de 0,5-8 cm de largo; más de entrenudo tallo adyacente; estriadamente veteado; lisa, o scaberulous. Lígula una membrana eciliada; 1.5-3 mm de largo; aguda. Láminas foliares planas o evolvented; de 1-5 cm de largo; 0,6-1,5 mm de ancho. La inflorescencia es una panícula; exerta, o abrazada en la base por la hoja.
Panícula abierta, o contratados; lineal o lanceolada; 2-8 cm de largo; 0,3 a 3,4 cm de ancho. Ramas de la panícula primarias adpresas o ascendentes.

## Taxonomía

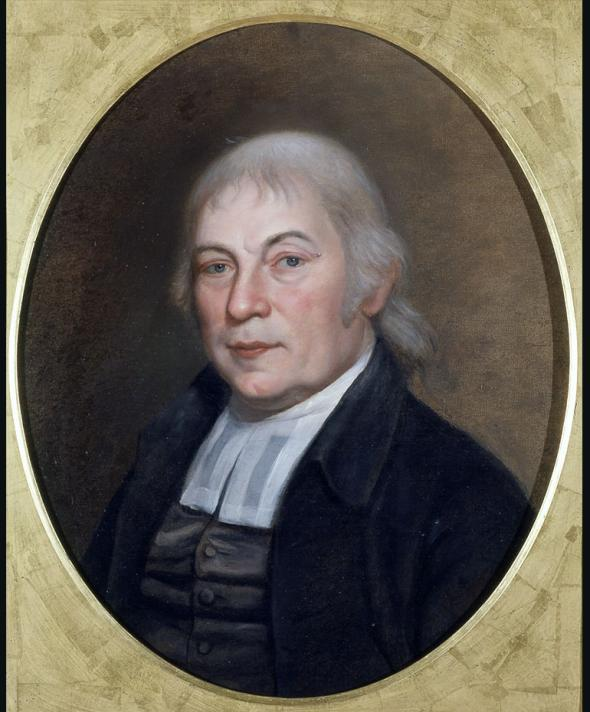
Retrato de Henry Ernest Muhlenberg a quien le dedicaron el género

Muhlenbergia peruviana fue descrita por (P.Beauv.) Steud.   y publicado en Nomenclator Botanicus. Editio secunda 1: 41. 1840
Etimología
Muhlenbergia: nombre genérico que fue otorgado en honor de Henry Ernest Muhlenberg.
peruviana: epíteto geográfico que alude a su localización en Perú.
Sinonimia
- Agrostis peruviana (P.Beauv.) Spreng.
- Clomena peruviana P.Beauv.
- Epicampes bourgaei (E.Fourn.) M.E.Jones
- Epicampes clomena (Kunth) M.E.Jones
- Muhlenbergia bourgaei E.Fourn.
- Muhlenbergia bourgaei E.Fourn. ex Hemsl.
- Muhlenbergia clomena Kunth
- Muhlenbergia herzogiana Henrard
- Muhlenbergia nana Benth.
- Muhlenbergia pulcherrima Scribn. ex Beal
- Muhlenbergia pusilla Steud.[3][4]